# Mittelbereich
Ein Mittelbereich ist der Verflechtungsbereich eines Mittel- oder Oberzentrums. Im Mittelbereich soll der gehobene Bedarf der Bevölkerung an Gütern und Dienstleistungen durch den jeweiligen zentralen Ort abgedeckt werden. Mittelbereiche werden beispielsweise in Landesentwicklungsplänen dargestellt.
Der Mittelbereich wird regional auch Raumschaft genannt, wobei nicht notwendigerweise ein offizielles Mittelzentrum damit verbunden sein muss. In Baden-Württemberg wird der Begriff besonders in der Schulentwicklungsplanung verwendet. Ein damit bezeichnetes Gebiet ist nicht an Verwaltungsgrenzen gebunden; eine Raumschaft kann gegebenenfalls auch kreis- oder regierungsbezirksübergreifend sein.